# 愛知県道25号春日井一宮線
愛知県道25号春日井一宮線（あいちけんどう25ごう かすがいいちのみやせん）は愛知県春日井市と同県一宮市を結ぶ主要地方道である。

## 概要

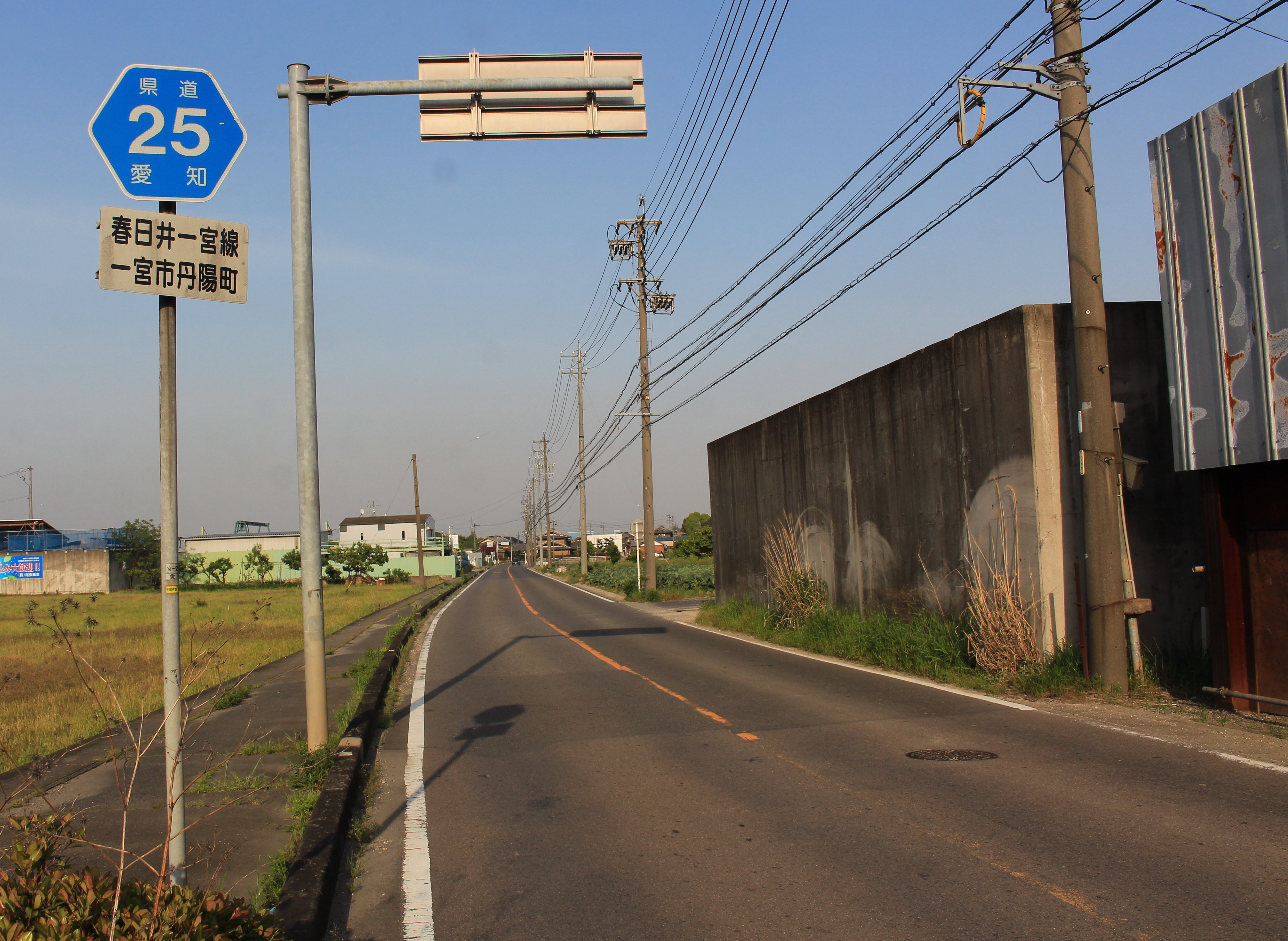
愛知県道25号春日井一宮線、一宮市丹陽町

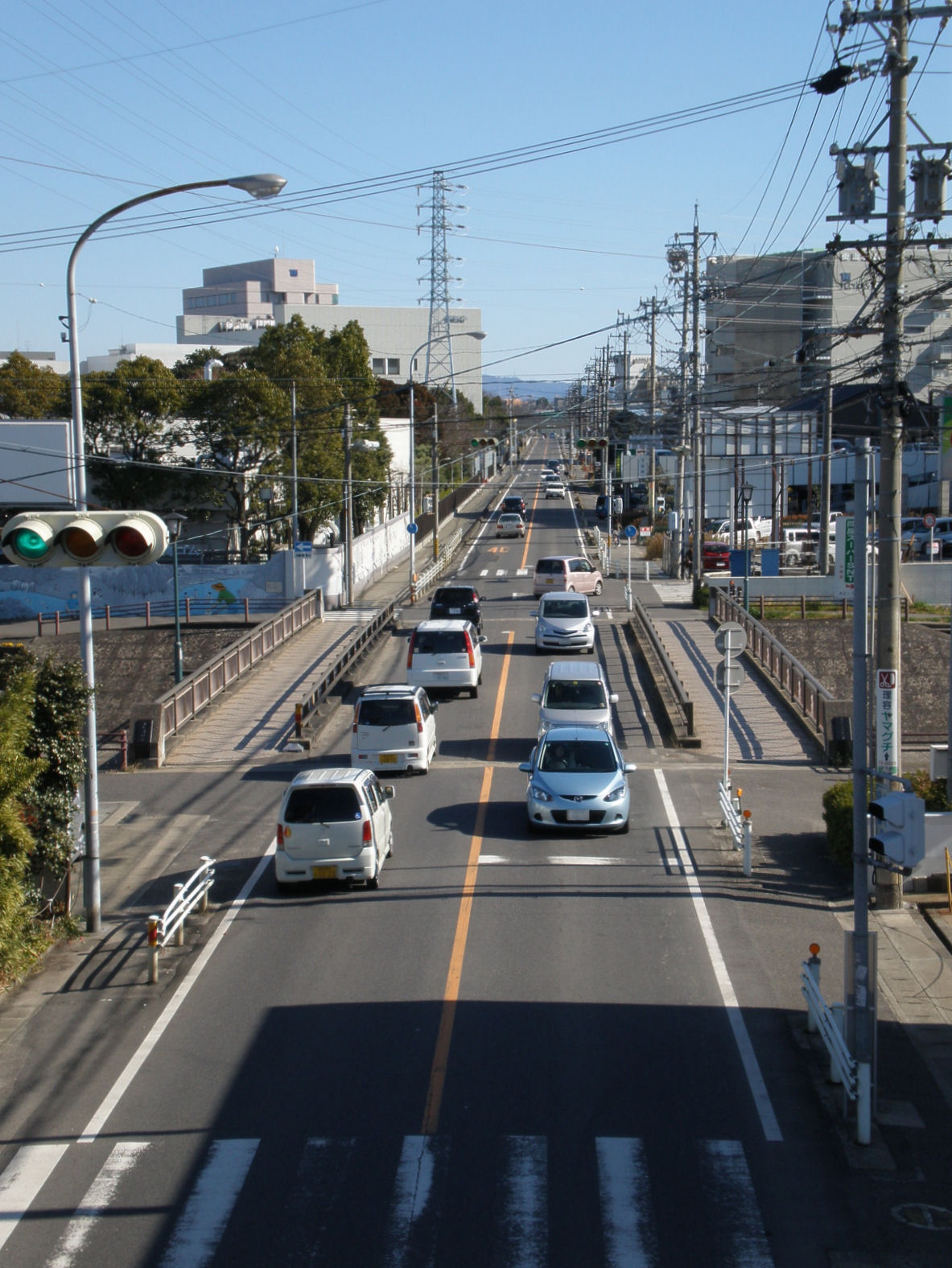
愛知県小牧市東（不発橋より）

### 路線データ
- 起点：愛知県春日井市下条町（愛知県道30号関田名古屋線交点）
- 終点：愛知県一宮市三ツ井（国道22号交点）

## 沿革
- 1994年4月1日：認定

## 道路状況

### 別名
- 名草線（岩倉市）
- 木曽街道（小牧市）
- 上街道（小牧市）
- 旧国道41号（小牧市）

### 重複区間
- 愛知県道75号春日井長久手線（春日井市鳥居松町）
- 愛知県道63号名古屋江南線（岩倉市大地町 - 大地新町地内）
- 愛知県道153号浅井清須線（一宮市三ツ井地内）

## 地理

### 通過する自治体
- 愛知県
  - 春日井市 - 小牧市 - 岩倉市 - 一宮市

### 交差する道路
- 愛知県道30号関田名古屋線（下条町交差点）
- 愛知県道204号春日井停車場線（八事南交差点）
- 愛知県道75号春日井長久手線（八事町交差点 - 瑞穂通5丁目交差点で重複）
- 愛知県道508号内津勝川線（下街道）（鳥居松交差点）
- 国道19号（春日井バイパス）（瑞穂通5丁目交差点）
- 愛知県道196号神屋味美線（八田町1丁目交差点）
- 愛知県道451号名古屋外環状線（総合体育館前交差点）
- 愛知県道27号春日井各務原線（町屋町交差点、田楽町交差点）
- 愛知県道102号名古屋犬山線（木曽街道）（桜井東交差点 - 若草町交差点で重複）
- 愛知県道451号名古屋外環状線（若草町交差点 - 常普請3丁目西交差点で重複）
- 愛知県道165号春日小牧線（外堀2丁目交差点）
- 国道41号（名濃バイパス）（花塚橋南交差点）
- 愛知県道158号小口名古屋線（小木交差点）
- 愛知県道451号名古屋外環状線（小木西交差点）
- 愛知県道157号小口岩倉線（岩倉街道）（中本町交差点）
- 愛知県道167号岩倉停車場線（中本町交差点）
- 愛知県道166号小牧岩倉一宮線（下本町下市場交差点 - 三ツ井交差点で重複）
- 愛知県道63号名古屋江南線（名草線）（大地町（北）交差点 - 大地町交差点で重複）
- 愛知県道153号浅井清須線（丹陽小学校南交差点 - 三ツ井東交差点で重複）
- 愛知県道155号井之口江南線（三ツ井東交差点）
- 国道22号（名岐バイパス）（三ツ井交差点）

### 沿線
- 王子製紙春日井工場
- 春日井市役所
- 春日井市総合体育館
- 愛知県立春日井西高等学校
- 不発橋
- 名鉄小牧線 小牧口駅
- 小牧トラックターミナル
- 名鉄犬山線 岩倉駅
- アピタ岩倉店
- 名神高速道路 一宮IC